# Chandra Wilson
Pour les articles homonymes, voir Wilson.
Chandra Wilson est une actrice et réalisatrice américaine, née le 27 aout 1969 dans l'État du Texas, aux États-Unis.
Elle est révélée au grand public, par le rôle du Dr. Miranda Bailey, dans la série médicale et dramatique à succès Grey's Anatomy qu'elle incarne depuis 2005.

## Biographie

### Enfance et formation
Elle est née et a grandi à Houston, au Texas. Sa mère est une employée de poste, c'est elle qui inscrit sa fille, dès son plus jeune âge, à des cours de comédie et de danse.
Elle monte pour la première fois sur les planches à l'âge de 5 ans en tant que membre du Theatre Under the Stars (TUTS). Elle va ensuite au lycée de Houston pour étudier la comédie et à l'université d'arts Tisch de New York.

### Carrière

#### Théâtre et début de carrière
En 1989, elle fait ses débuts en interprétant le rôle de Dina dans un épisode du Cosby Show.
En 1991, c'est au théâtre qu'elle acquiert à une première reconnaissance de la part de la profession pour son rôle de Bonna Willis dans la pièce de théâtre The Good Times are Killing Me de Lynda Barry. Elle remporte un Theatre World Awards de la Meilleure interprétation féminine. Elle joue ensuite dans d'autres pièces telles que Paper Moon: The Musical, The Family of Mann, Believing et On the Town.
En 1992, elle retourne à la télévision pour un épisode de New York, police judiciaire et de CBS Schoolbreak Special. En 1993, elle fait ses débuts sur grand écran et elle joue dans le film dramatique Philadelphia, acclamé par la critique, avec Tom Hanks et Denzel Washington.
À partir de 1996, elle intègre la troupe de comédiens régulières, de la saluée comédie musicale Chicago. Cette même année, elle décroche un second rôle dans le drame Lone Star de John Sayles 
Malgré des interprétations souvent saluées par la profession, Chandra Wilson peine à se faire un nom et à occuper des rôles plus importants. C'est pourquoi, elle alterne entre sa carrière dans le milieu du divertissement et un travail à temps partiel comme guichetière dans une banque, afin de joindre les deux bouts, et ce, pendant plus de huit ans.

#### Révélation télévisuelle

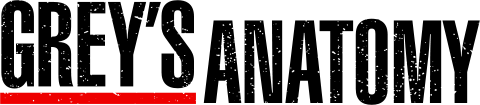
Logo de la série Grey's Anatomy

Au début des années 2000, elle continue d'intervenir dans des séries populaires comme Cosby, New York 911 Tribunal central.
En 2001, elle joue dans trois épisodes de la série éphémère Bob Patterson, qui à défaut de convaincre réellement, permet à Chandra de se faire remarquer. Dans une critique, le quotidien USA Today estime qu'elle est la seule révélation du show. De même, Los Angeles Times la décrit comme le seul personnage amusant.
En 2002, elle interprète le rôle d’un officier de police dans Sex and the City et le rôle d’Evelyn Greenwood dans Les Soprano en 2004. Elle apparaît également dans quelques épisodes de New York, unité spéciale de 2002 à 2005. En 2003, elle joue dans la comédie indépendante Président par accident de et avec Chris Rock qui rencontre un certain succès. Au théâtre, elle intègre la troupe de la comédie musicale Caroline, or Change du 2 mai au 29 août 2004, acclamée par la critique et récompensée lors des Tony Awards.
Elle travaille toujours en tant qu'employée de banque lorsqu'elle auditionne pour le rôle du Docteur Miranda Bailey dans la série Grey's Anatomy. Le personnage devait initialement être une blonde de type caucasien, mais l'audition de Chandra est appréciée et elle est choisie pour rejoindre ce show créé par Shonda Rhimes. La série rencontre un succès fulgurant, critique et publique, il permet de révéler l'actrice qui accède à une notoriété publique importante. En plus des récompenses communes, son interprétation est récompensée à de multiples reprises.
En 2006, elle rejoue dans une comédie indépendante Strangers with Candy, mais celle ci passe complètement inaperçue.
En 2007, elle remporte son premier NAACP Image Awards, cette même année, elle réalise un doublé lors des Screen Actors Guild Awards, en plus de la récompense commune, elle reçoit l'Actor de la meilleure actrice dans une série télévisée dramatique.
En 2008, elle décroche son second NAACP Image Awards et le People's Choice Awards de la meilleure voleuse de vedette de série télé.
En 2009, elle reçoit son troisième NAACP Image Awards et en 2010, son quatrième, mais cette fois ci, ce dernier récompense son travail en tant que réalisatrice. Cette même année, forte d'une nouvelle popularité, elle incarne le rôle principal du téléfilm dramatique Miss Yvonne de Don McBrearty, acclamée par la critique, cette production raconte le quotidien difficile d'une sans abris. L'interprétation de Chandra Wilson est saluée par la critique, en plus des citations lors des Emmy Awards et des Image Awards, elle est récompensée par le Prism Awards de la meilleure interprétation féminine. Cette série lui permet également d'être nommée à quatre reprises lors des Emmy Awards (cérémonie considérée comme l'équivalent des Oscars pour la télévision).
En 2009, elle joue dans quelques épisodes de Private Practice, série dérivée de Grey's Anatomy avec Addison Forbes-Montgomery comme personnage principal. Cette année, la comédie musicale Avenue Q dont elle fait partie, s'arrête après six ans de représentations.
En 2018, dans le téléfilm Harmonie de Noël, elle incarne le personnage Karen.

#### Réalisation

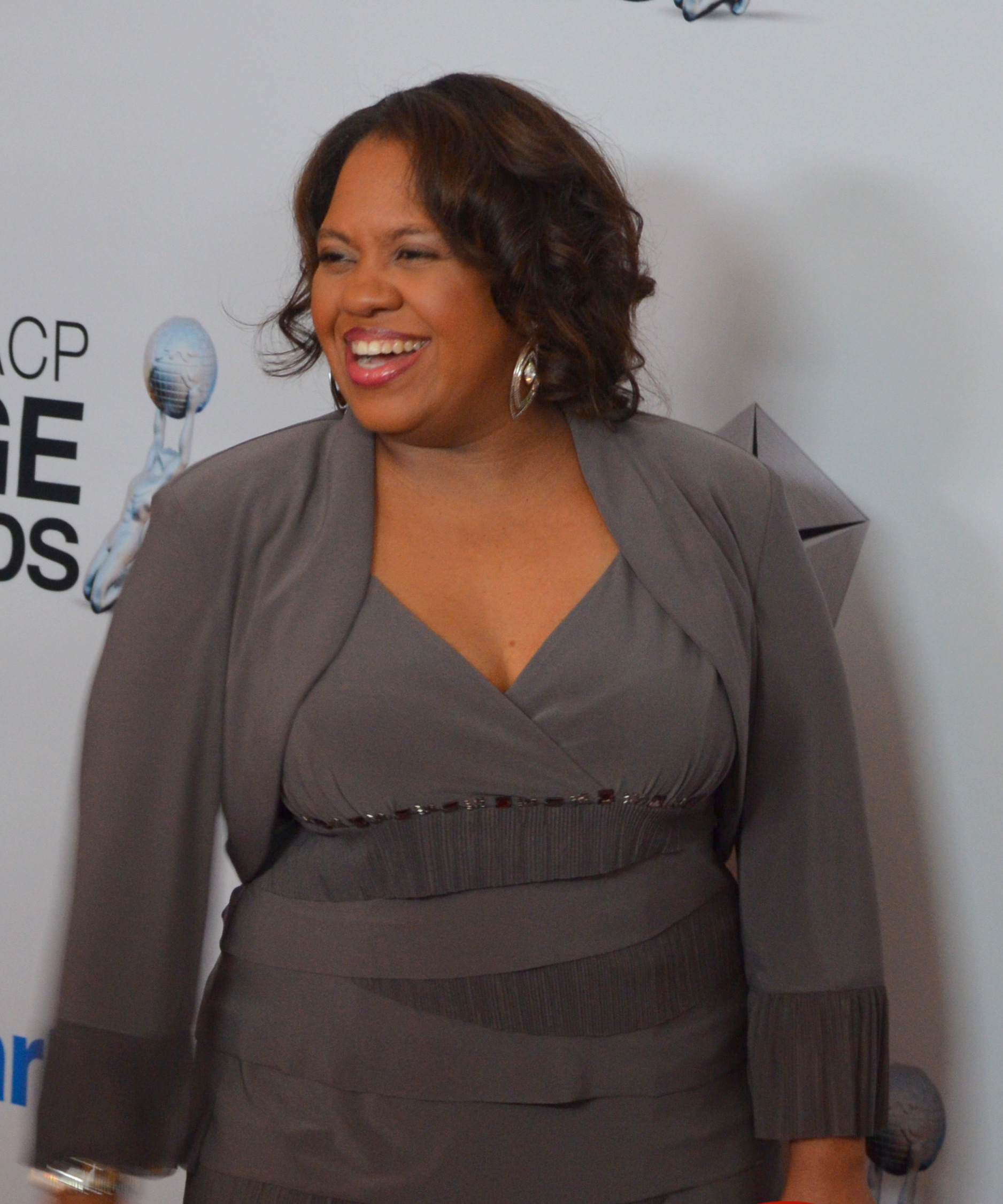
Chandra Wilson, nommée dans la catégorie « Meilleure actrice dans une série télévisée dramatique » pour Grey's Anatomy lors des NAACP Image Awards 2013.

En 2010, elle incarne la sœur de l'oscarisée Halle Berry dans le drame indépendant remarqué Frankie et Alice de Geoffrey Sax. Cette année-là, et jusqu'en 2015, elle est nommée à six reprises lors des NAACP Image Awards, la cérémonie qui honore les professionnels de la communauté afro américaine.
En 2014, elle est la tête d'affiche du court métrage dramatique Muted qui raconte le combat d'une mère souhaitant obtenir le soutien des médias pour retrouver sa fille portée disparue. Une interprétation forte saluée par le titre de meilleure actrice lors du Festival du film international de SoHo, en 2015.
2015 est l'année ou l'actrice fait ses débuts en tant que réalisatrice, notamment pour un épisode d'un autre show développé par Shonda Rhimes, Scandal et elle réalise également deux épisodes de The Fosters. Mais surtout, elle passe depuis, de manière régulière, derrière la caméra pour Grey's Anatomy.
À partir de 2018, son personnage Miranda Bailey est amené à intervenir, de manière récurrente, dans la série dérivée Station 19 dont l'un des personnages principaux n'est autre que Jason George qui incarne son mari dans la série mère.

## Vie privée
Elle a trois enfants : Sarina, née en 1992, Joy, née en 1994 et Michael, né le 31 octobre 2005. Lorsqu'elle était enceinte de Michael, son personnage dans la saison 2 de Grey's Anatomy, Miranda Bailey, était également enceinte. Dans une entrevue en 2007, Wilson déclare «être en couple mais ne pas être mariée». Très privé au sujet de sa relation, elle révèle en 2019 être avec son partenaire, le père de ses enfants, depuis 31 ans.

### Philanthropie
Chandra Wilson met en avant une cause qui lui tient à cœur, le syndrome de vomissements cycliques et sert de porte parole et d'ambassadrice à l'association CureMito. Sa fille adolescente a développé cette maladie, en 2010. Pour la neuvième saison de Grey's Anatomy, Chandra Wilson rencontre les producteurs et lance l'idée de présenter cette maladie dans un épisode qu'elle réalisera,.
Elle soutient également les personnes atteintes de troubles mentaux et de toxicomanie. En 2015, elle dirige la cérémonie qui honore les personnalités qui se battent pour cette cause.

## Filmographie

### Cinéma

#### Longs métrages
- 1993 : Philadelphia de Jonathan Demme : Chandra
- 1996 : Lone Star de John Sayles : Athena Johnson
- 2003 : Président par accident de Chris Rock : Jaime
- 2006 : Strangers with Candy de Paul Dinello : Lena
- 2008 : A Single Woman de Kamala Lopez : Coretta Scott King (voix)
- 2010 : Frankie et Alice de Geoffrey Sax : Maxine Murdoch

#### Courts métrages
- 2014 : Muted de Rachel Goldberg : Lena Gladwell

### Télévision

#### Séries télévisées
- 1989 : Cosby Show : Dina (saison 5, épisode 14)
- 1992 : New York, police judiciaire : Serena Price (saison 2, épisode 18)
- 1992 : CBS Schoolbreak Special : Gloria (saison 10, épisode 1)
- 2000 : Cosby (saison 4, épisode 15)
- 2001 : New York 911 : une volontaire (saison 2, épisode 20 )
- 2001 : Tribunal central (saison 2, épisode 20)
- 2001 : Bob Patterson : Claudia (saison 1, 3 épisodes)
- 2002 : Sex and the City : L'officier de police (saison 5, épisode 1)
- 2002 : Queens Supreme : Dolores (saison 1, épisode 10)
- 2002 : New York, unité spéciale : Nurse Jenkins (saison 4, épisode 8)
- 2004 : Les Soprano : Evelyn Greenwood (saison 5, épisode 10)
- 2005 : New York, unité spéciale : Rachel Sorannis (saison 7, épisode 3)
- 2009 : Private Practice : Dr. Miranda Bailey (saison 2, épisode 16 et saison 3, épisode 3)
- 2005 - présent : Grey's Anatomy : Dr. Miranda Bailey (rôle principal - en cours)
- 2018 - 2024 : Station 19 : Dr. Miranda Bailey (rôle récurrent - 22 épisodes)

#### Téléfilms
- 2008 : Miss Yvonne de Don McBrearty : Yvonne
- 2018 : Harmonie de Noël de Nanea Miyata : Karen

### Comme réalisatrice
- 2015 : Scandal (série télévisée) : saison 5, épisode 6
- 2015 - 2017 : The Fosters (série télévisée) : saison 3, épisode 8; saison 4, épisode 7; saison 5, épisode 7
- 2009 - 2018 : Grey's Anatomy (série télévisée) : réalisatrice de 18 épisodes

### Comme productrice
- 2015 : Autism in America de Zac Adams (documentaire) : co-productrice

## Théâtre
Sauf indication contraire ou complémentaire, les informations mentionnées dans cette section proviennent de la base de données IBDb.
- 1998-1999 : On the Town : Du 19 novembre 1998 au 17 janvier 1999
- 2004 : Caroline, or Change : Du 2 mai au 29 août 2004
- 2003-2009 : Avenue Q : Du 31 juillet 2003 au 13 septembre 2009
- 1996 - présent : Chicago : Du 14 novembre à maintenant (remplacée du 8 juin 2009 au 5 juillet 2009)

## Distinctions
Sauf indication contraire ou complémentaire, les informations mentionnées dans cette section proviennent des bases de données IMDb et IBDb.

### Récompenses
- Theatre World Awards 1991 : Meilleure interprétation féminine pour The Good Times Are Killing Me
- Satellite Awards 2006 : Meilleure distribution dans une série télévisée pour Grey's Anatomy
- NAACP Image Awards 2007 : Meilleure actrice de série télévisée dramatique dans un second rôle pour Grey's Anatomy
- Screen Actors Guild Awards 2007 :
  - Meilleure distribution dans une série télévisée dramatique pour Grey's Anatomy
  - Meilleure actrice dans une série télévisée dramatique pour Grey's Anatomy
- NAACP Image Awards 2008 : Meilleure actrice de série télévisée dramatique dans un second rôle pour Grey's Anatomy
- People's Choice Awards 2008 : Meilleure voleuse de vedette pour Grey's Anatomy
- Prism Award 2009 : Meilleure interprétation dans un téléfilm ou une mini série pour Miss Yvonne
- NAACP Image Awards 2009 : Meilleure actrice dans une série télévisée dramatique pour Grey's Anatomy
- NAACP Image Awards 2010 : Meilleur réalisateur dans une série dramatique pour Grey's Anatomy, l'épisode Give Peace a Chance
- Prism Award 2014 : Meilleure interprétation féminine dans une série télévisée dramatique pour Grey's Anatomy
- Festival du film international de SoHo 2015 : Meilleure actrice pour Muted

### Nominations
- Primetime Emmy Awards 2006 : Meilleure actrice de série télévisée dramatique dans un second rôle pour Grey's Anatomy
- Gold Derby Awards 2006 :
  - Meilleure distribution pour Grey's Anatomy
  - Meilleure actrice de série télévisée dramatique dans un second rôle pour Grey's Anatomy

- NAACP Image Awards 2006 : Meilleure actrice de série télévisée dramatique dans un second rôle pour Grey's Anatomy
- Online Film & Television Association (OFTA Awards) 2006 : Meilleure actrice de série télévisée dramatique dans un second rôle pour Grey's Anatomy
- Screen Actors Guild Awards 2006 : Meilleure distribution dans une série télévisée dramatique pour Grey's Anatomy
- BET Awards 2007 : Meilleure actrice dans une série télévisée dramatique pour Grey's Anatomy
- Primetime Emmy Awards 2007 : Meilleure actrice de série télévisée dramatique dans un second rôle pour Grey's Anatomy
- Festival de Monte-Carlo 2007 : Meilleure actrice dans une série télévisée dramatique pour Grey's Anatomy
- Gold Derby Awards 2007 :
  - Meilleure distribution pour Grey's Anatomy
  - Meilleure actrice de série télévisée dramatique dans un second rôle pour Grey's Anatomy

- Online Film & Television Association (OFTA Awards) 2007 : Meilleure actrice de série télévisée dramatique dans un second rôle pour Grey's Anatomy
- Satellite Awards 2007 : Meilleure actrice de série télévisée dans un second rôle pour Grey's Anatomy
- BET Awards 2008 : Meilleure actrice dans une série télévisée dramatique pour Grey's Anatomy
- Primetime Emmy Awards 2008 : Meilleure actrice de série télévisée dramatique dans un second rôle pour Grey's Anatomy
- Satellite Awards 2008 : Meilleure actrice de série télévisée dans un second rôle pour Grey's Anatomy
- Screen Actors Guild Awards 2008 : Meilleure distribution dans une série télévisée dramatique pour Grey's Anatomy
- Primetime Emmy Awards 2009 :
  - Meilleure actrice de série télévisée dramatique dans un second rôle pour Grey's Anatomy
  - Meilleure actrice dans une mini série ou un téléfilm pour Miss Yvonne
- NAACP Image Awards 2009 : Meilleure actrice dans un téléfilm, une mini série dramatique pour Miss Yvonne
- Online Film & Television Association (OFTA Awards) 2009 : Meilleure actrice pour Miss Yvonne
- NAACP Image Awards 2010 : Meilleure actrice dans une série télévisée dramatique pour Grey's Anatomy
- NAACP Image Awards 2011 : Meilleure actrice dans une série télévisée dramatique pour Grey's Anatomy
- NAACP Image Awards 2012 : Meilleure actrice dans une série télévisée dramatique pour Grey's Anatomy
- NAACP Image Awards 2013 : Meilleure actrice dans une série télévisée dramatique pour Grey's Anatomy
- NAACP Image Awards 2014 : Meilleure actrice dans une série télévisée dramatique pour Grey's Anatomy
- NAACP Image Awards 2015 : Meilleure actrice de série télévisée dramatique dans un second rôle pour Grey's Anatomy